# Libeř

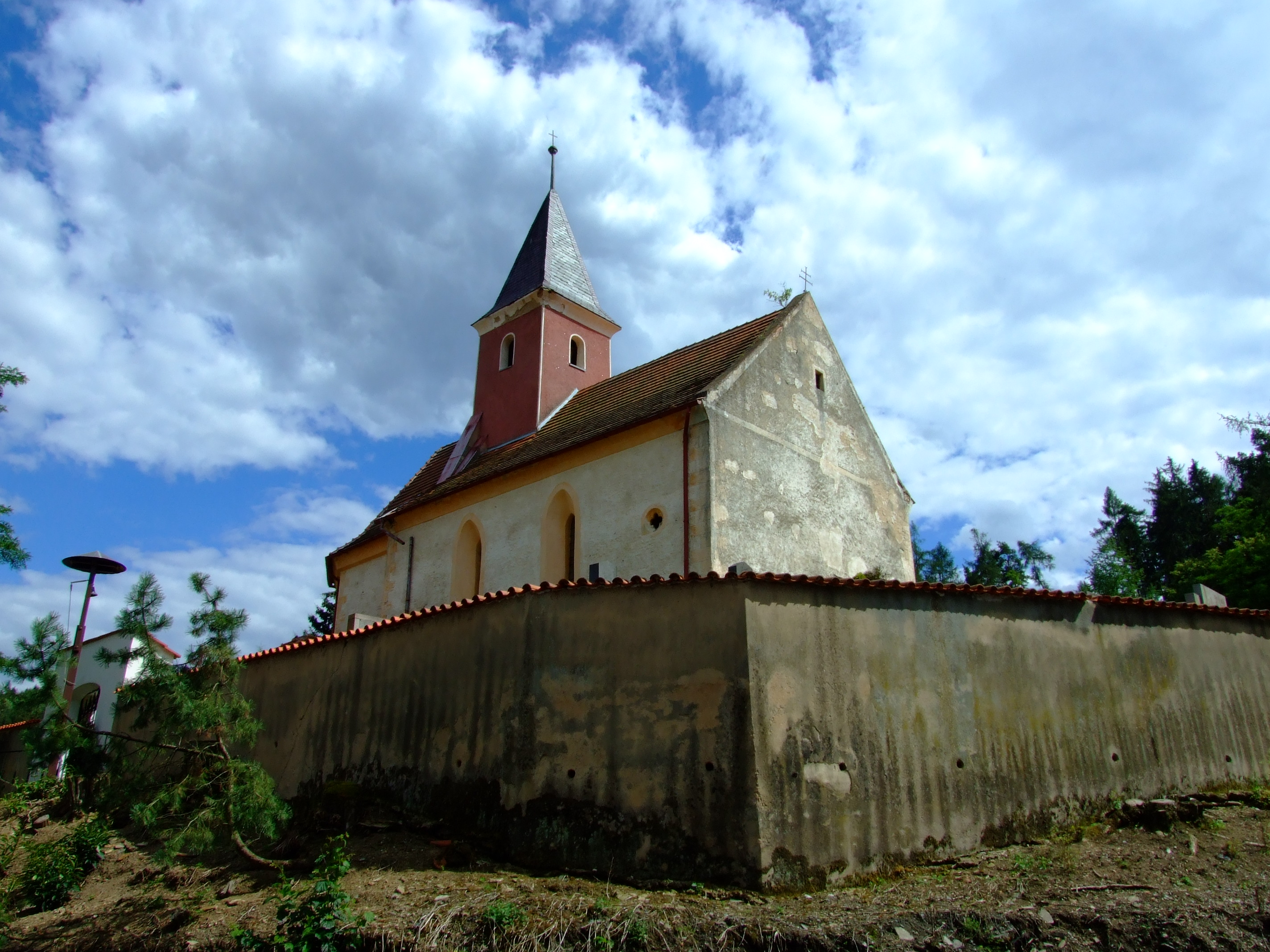
Kirche des hl. Ägidius

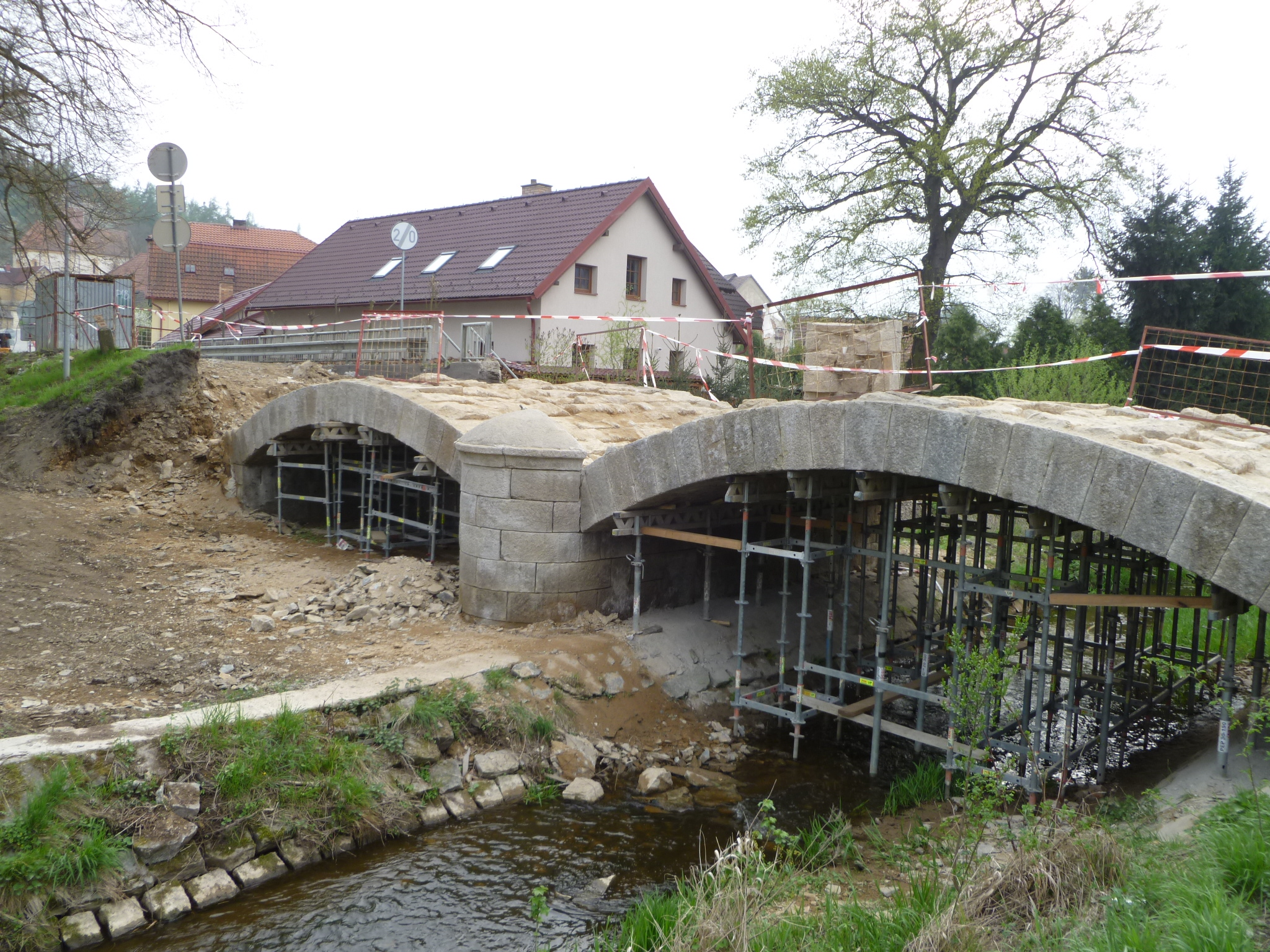
Sanierung der Steinbrücke (2013)

Libeř (deutsch Libersch) ist eine Gemeinde in Tschechien. Sie liegt 19 Kilometer südlich des Stadtzentrums von Prag und gehört zum Okres Praha-západ.

## Geographie
Libeř befindet sich am Übergang zwischen der Prager Hochfläche (Pražská plošina) und dem Euler Bergland (Jílovská vrchovina) im Tal des Baches Zahořanský potok. Im Osten liegt der Teich Mordýřka; gegen Süden erstreckt sich der Naturpark Střed Čech. Östlich erheben sich die Vápenka (430 m n.m.) und der Holý vrch (439 m n.m.), südlich die Spáleniště (421 m n.m.) und der Lípový vrch (458 m n.m.)
Nachbarorte sind Na Ovčíně, Libeň, Zlatníky und Jesenice im Norden, Dolní Jirčany und Psáry im Nordosten, Bába, Sulice und Nechánice im Osten, Chotouňský Dvůr im Südosten, Radlík und Kamenná Vrata im Süden, Zahořany im Südwesten, Okrouhlo im Westen sowie Zvole und Ohrobec im Nordwesten.

## Geschichte
Das Gebiet war bereits zur Keltenzeit besiedelt, am Zahořanský potok wurde nach Gold geseift. 1894 wurde nordöstlich von Libeř das Grab eines römischen Kriegers aufgefunden.
Die erste schriftliche Erwähnung des Dorfes erfolgte 1320 im Zusammenhang mit Johannes, dem Sohn des Stephan de Lubers.  Der Ort war im Mittelalter unter mehreren Grundherren aufgeteilt; in Libeř gab es zwei Festen. Zu den Besitzern gehörten u. a. Angehörige der Geschlechter Kolman von Křikava, Mladota von Solopisk und Slepotický von Sulice. 1586 erwarb Wilhelm von Rosenberg das Gut Libeř und vereinigte es mit dem Gut Libeň; 1590 überließ er beide Güter und die Feste Včelní Hrádek dem Alchemisten Edward Kelley, der in Eule Versuche zur Herstellung eines Elixiers der Jugend für den Kaiser unternahm. Kelleys Witwe verkaufte das Gut Libeř 1597 an den Alchemisten Sendivogius, der es zwei Jahre später dem böhmischen Vizekanzler Christoph Želínský von Sebuzín veräußerte. Dieser schlug das Gut seiner Herrschaft Dolní Břežany zu. Nach der Schlacht am Weißen Berg wurde 1623 die Gabriel Christoph Želínský von Sebuzín gehörige Herrschaft konfisziert. 1715 erwarb der Prager Erzbischof Franz Ferdinand von Kuenburg die Herrschaft; nachfolgend verblieb Libeř immer im Besitz des Prager Erzbistums.
Im Jahre 1843 bestand Libeř, früher auch Libře genannt, aus 29 Häusern mit 215 Einwohnern. Im Ort gab es die Filialkirche zum hl. Ägidius, eine Mühle und ein Wirtshaus. Abseits lagen des obrigkeitliche Jägerhaus Mordiřka (Mordýřka), die Mühle "nad Karlem" und eine obrigkeitliche Schäferei. Pfarrort war Unter-Girčan (Dolní Jirčany). Bis zur Mitte des 19. Jahrhunderts blieb Libeř der Herrschaft Dolní Břežany untertänig.
Nach der Aufhebung der Grundherrschaften bildete Libeř ab 1850 einen Ortsteil der Gemeinde Libeň im Gerichtsbezirk Eule.  Ab 1869 gehörte Libeř zum Bezirk Karolinenthal und  ab 1878 als eigenständige Gemeinde zum Bezirk Königliche Weinberge. 1880 wurde in Libeř eine eigene Schule eingerichtet, das Schulhaus entstand 1881. Ab 1921 gehörte die Gemeinde zum Okres Jílové. 1950 wurde Libeř dem Okres Praha-východ zugeordnet.  1961 erfolgte die Eingemeindung von Libeň, zugleich wurde die Gemeinde in den  Okres Praha-západ umgegliedert.

## Gemeindegliederung
Die Gemeinde Libeř besteht aus den Ortsteilen Libeň (Lieben) und Libeř (Libersch), die zugleich auch Katastralbezirke bilden.

## Sehenswürdigkeiten
- Gotische Kirche des hl. Ägidius, erbaut im 14. Jahrhundert
- Steinerne Brücke über den Zahořanský potok, errichtet 1855. Anstelle der während des Februarumsturzes zerstörten Statue des hl. Johannes von Nepomuk wurde 2008 eine Replik geschaffen. Im Jahre 2013 erfolgte die Generalsanierung der Brücke.